# Révolte de Lanark
Première guerre d'indépendance de l'Écosse
Batailles
La révolte de Lanark est une attaque surprise à Lanark, pendant la Première guerre d’indépendance écossaise en 1297. Elle est conduite par l'Écossais William Wallace qui lance une insurrection contre les Anglais et tue le shérif William Heselrig. 
La révolte est décrite dans la Scalacronica. Wallace s'échappa d'un tribunal présidé par Heselrig grâce à l'aide d'une jeune femme (qui aurait pu être son épouse) et lança une insurrection avec des soutiens contre les Anglais. Le shérif fut tué. 
Harry l'Aveugle affirme que Wallace voulait venger la mort de son épouse Marion Braidfute, qui aurait été tuée par Heselrig. Cependant, il existe peu de preuves pouvant confirmer l'existence de cette jeune femme. Harry écrit que Wallace aurait ensuite démembré le cadavre de Heselrig.
Cette victoire écossaise est un prélude au raid de Scone et à la bataille du pont de Stirling la même année.
Dans le film Braveheart de Mel Gibson en 1995, l'exécution de la femme de Wallace, Murron MacClannough, pousse ce dernier à la rébellion.